# Astronomia xinesa

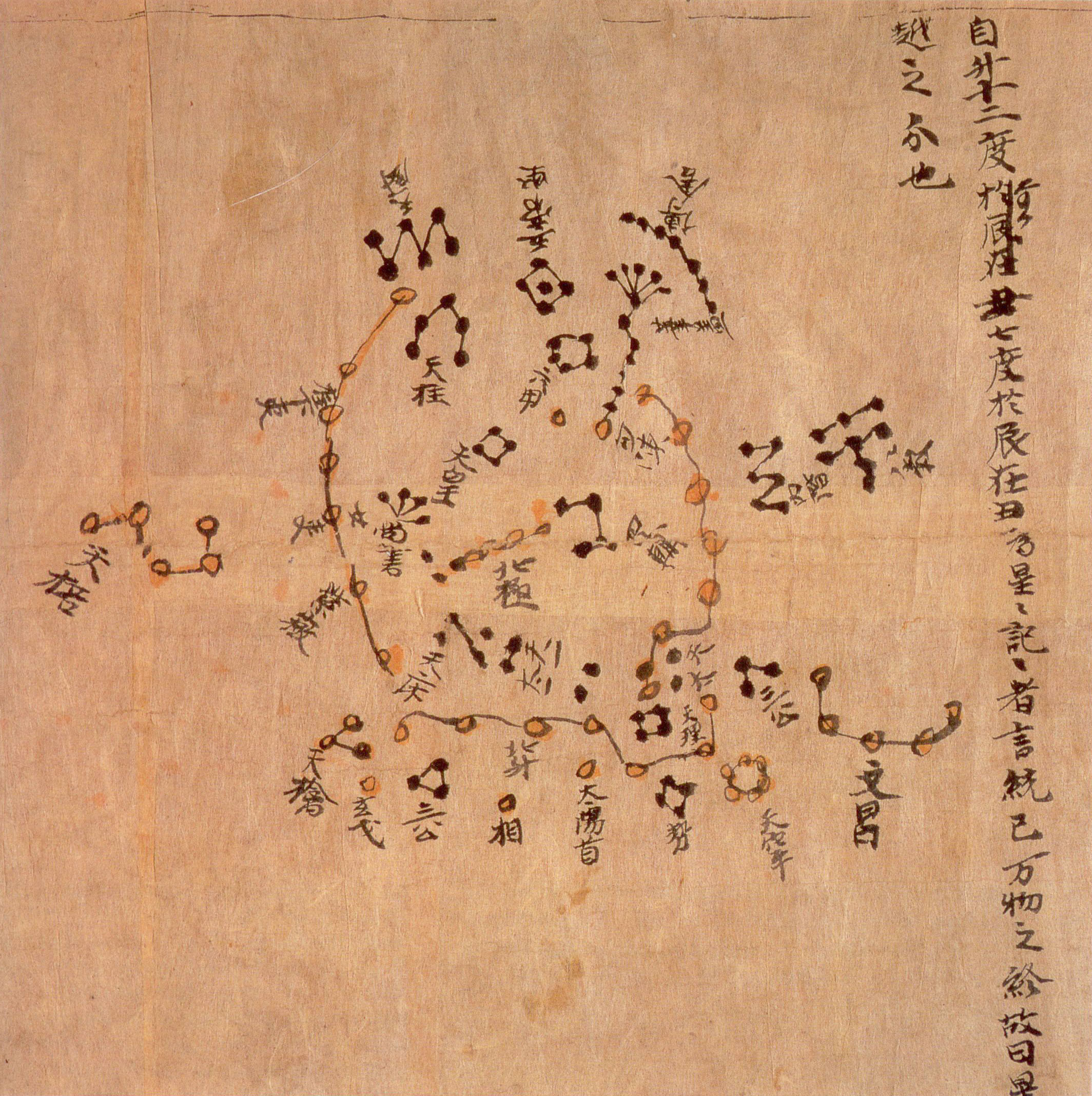
Mapa de la Xina que mostra les constel·lacions del pol Nord. Segle VII

L'astronomia xinesa és més antiga que l'occidental i ha evolucionat de manera independent; els experts consideren que els xinesos eren els observadors de fenòmens celestials més perseverants i precisos de tot el món, fins i tot abans dels estudis astronòmics dels àrabs.
L'astronomia oriental és més antiga que la desenvolupada a l'antiga Europa i Orient Pròxim, encara que és poc el que se'n coneix. Els xinesos consideraven que l'estructura de l'univers era com una fruita que penjava del que es coneix a Occident com l'estrella Polar i van descriure 284 constel·lacions distribuïdes en 28 "cases", temples o quadrícules que ocupaven tot el firmament. En el 2357 aC havien desenvolupat un dels primers calendaris solars dels quals es té notícies. Del 2137 aC data el primer registre d'un eclipsi solar. Des del 1766 aC utilitzaven un calendari lunar amb un cicle de 19 anys, coincident amb el de Metó d'Atenes del 432 aC. En el 1200 aC van constatar l'existència de taques solars. En el 350 aC Shi Shen va catalogar 800 estrelles. En el 100 aC van descobrir la brúixola, comparant-ne la direcció, encara incerta, amb les posicions solars i estel·lars.
Inicialment concebien una Terra i un cel plans, separats 40.000 km. Creien que el Sol, al qual calculaven un diàmetre d'uns 625 km, girava en el cel excèntric respecte de la vertical de la Xina, de manera que, quan s'apropava es feia de dia i, quan s'allunyava, de nit. Això no explicava el trànsit solar per l'horitzó, de manera que van haver de corbar tal concepció en dues semiesferes concèntriques, calculant-ne el radi de la terrestre en 30.000 km. No es coneix la forma de deduir tals dimensions. La Terra va ser conseqüència del càlcul de la curvatura de cada grau de la seva circumferència.
A partir del segle ii s'arriba a una concepció totalment esfèrica, a partir de la qual inventen l'esfera armil·lar, formada per regles anulars de càlcul i mesurament, que representen el recorregut celestial aparent dels diferents astres, vists des de la Terra. Aquest instrument va ser assumit pels científics europeus dos segles després. Encara es va desenvolupar més la visió còsmica dels xinesos, que arribaven a explicar que l'univers era una espècie d'ou (és a dir, una forma quasi el·líptica de revolució, la qual cosa s'assembla a la concepció sumèria de l'univers, assumida pel judaisme, encara que els xinesos no creien que navegués "entre dues aigües", submergit en aquestes) la gemma del qual era la Terra, encara que la situaven al centre, sola i petita, i no en un focus de l'el·líptica o ovoide. Aquests descobriments, que podem considerar confucians, es van trastocar a partir de la visió taoista, segons la qual, conseqüència de la contradicció entre el moviment i la immobilitat, el yin i el yang, i l'Absolut (o l'Infinit, amb un sentit còsmic generatriu; en xinès Tai-txi) l'univers estava format per foc, terra, metall, aigua i fusta, mútuament generadors i mútuament aniquiladors, i que, per tot això, era amorf, infinit i superficial, és a dir, buit en el seu interior. Cal destacar que ambdues concepcions concorden, parcialment, amb les actuals, encara que van ser incapaces d'aconseguir una imbricació integradora d'elles, unificant-les.
En el 336 Ju Jsi va determinar la precessió dels equinoccis en 1 grau cada 50 anys. En el 635 van concloure que la cua dels cometes sempre apunta en direcció oposada a la situació relativa del Sol. En el 1006 van observar una supernova que podia veure's durant el dia, la qual cosa no ha tornat a ocórrer des de llavors. En el 1181 van registrar l'explosió d'una supernova, a partir de la qual es va formar la nebulosa del Cranc. El filòsof Zhu Xi (1131 - 1200) concebia l'univers originat a partir d'un caos primordial de matèria en moviment, la rotació del qual va fer separar els elements. Els més pesants, com la Terra, van ocupar-ne el centre, i els més lleugers les vores. Així establia una jerarquia, segons els seus pesos relatius, d'estrelles, Sol, planetes, Lluna, núvols, aus, arbres, mamífers, rèptils i insectes reptants (en xinès yuan-yuan, insult amb el qual denominaven als bàrbars, per la qual cosa no sabem si existien huns o Xiongnu grocs i blancs, o si confonien ètnies i cultures diferents, com els t'o-kiu o turcs, amb la mateixa denominació) etc. Cal destacar la interrelació amb la concepció budista, la religió oficial de la Xina des del segle v, amb tot això.
Dividien el firmament en quatre seccions segons els punts cardinals. Cada secció incloïa una constel·lació i cada constel·lació set estrelles.

## Astrònoms famosos xinesos
- Guo Shoujing
- Shen Kuo
- Shi Shen
- Su Song
- Xu Guangqi
- Zhang Heng
- Gan De